# Ubiquitin-Protein-Ligase UBR1
Die Ubiquitin-Protein-Ligase UBR1 (auch E3-α-1, N-Recognin-1) ist ein Enzym, das an bestimmte Proteine ein Ubiquitin-Molekül hängt. Sie gehört zu den Ubiquitin-Protein-Ligasen. Diese Reaktion ist Teil des ubiquitinabhängigen Proteinabbaus in der Proteinqualitätskontrolle, die in den Zellen aller Eukaryoten stattfindet. UBR1 ist außerdem am Stoffwechsel der Bauchspeicheldrüse beteiligt und kann durch Bindung von Leucin den Leucin-MTOR-Signalweg und damit das Zellwachstum regulieren. Mutationen im UBR1-Gen sind beim Menschen für das erbliche Johanson-Blizzard-Syndrom verantwortlich.

## Katalysierte Reaktion
{\displaystyle \mathrm {ATP+Ubiquitin+(Protein-)Aminosaeure\longrightarrow } }
{\displaystyle \mathrm {\longrightarrow AMP+PP_{i}+(Protein-N-)Ubiquitinyl-Aminosaeure} }
Ubiquitin wird mit einem Protein ligiert. Die N-End-Regel legt fest, welche Proteine betroffen sind.

## Funktion
Der sogenannte „N-End Rule“-Pfad ist ein proteolytischer Pfad des Ubiquitin-Systems. Die sogenannte Recognition-Komponente dieses Pfades, die diesem Protein entspricht, bindet an den N-terminalen Aminosäure-Rest des Zielproteins und vermittelt so die Erzeugung der substratgebundenen Multiubiquitin-Kette (sog. Polyubiquinierung). Dies führt zum Abbau des Zielproteins. Das hier beschriebene Protein besitzt zwei Zinc-Finger-Domänen. Mutationen in diesem Gen wurden mit der Entstehung des Johanson-Blizzard-Syndroms in Verbindung gebracht.